# Hiroshi Kobayashi (football)
Pour le boxeur, voir Hiroshi Kobayashi.
Hiroshi Kobayashi (小林 寛, Kobayashi Hiroshi) est un footballeur japonais né le 17 mars 1959. Il évoluait au poste de défenseur.

## Palmarès de joueur
- Champion du Japon en 1986
- Finaliste de la Coupe du Japon en 1984
- Vainqueur de la Coupe de la Ligue japonaise en 1982 et 1987